# Eresus albopictus
Espèce
Eresus albopictus est une espèce d'araignées aranéomorphes de la famille des Eresidae.

## Distribution
Cette espèce est endémique de Sicile en Italie.
Les spécimens d'Algérie et du Maroc, qui par le passé ont été identifiés comme Eresus albopictus, ont été confondus avec Loureedia sp.,.

## Description
La carapace de la femelle subadulte holotype mesure 8,2 mm de long sur 5 mm et l'abdomen 12 mm de long sur 9 mm.

## Publication originale
- Simon, 1873 : « Études arachnologiques. 2e Mémoire. III. Note sur les espèces européennes de la famille des Eresidae. » Annales de la Société Entomologique de France, sér. 5, vol. 3, p. 335-358 (texte intégral).